# چگالی هوا

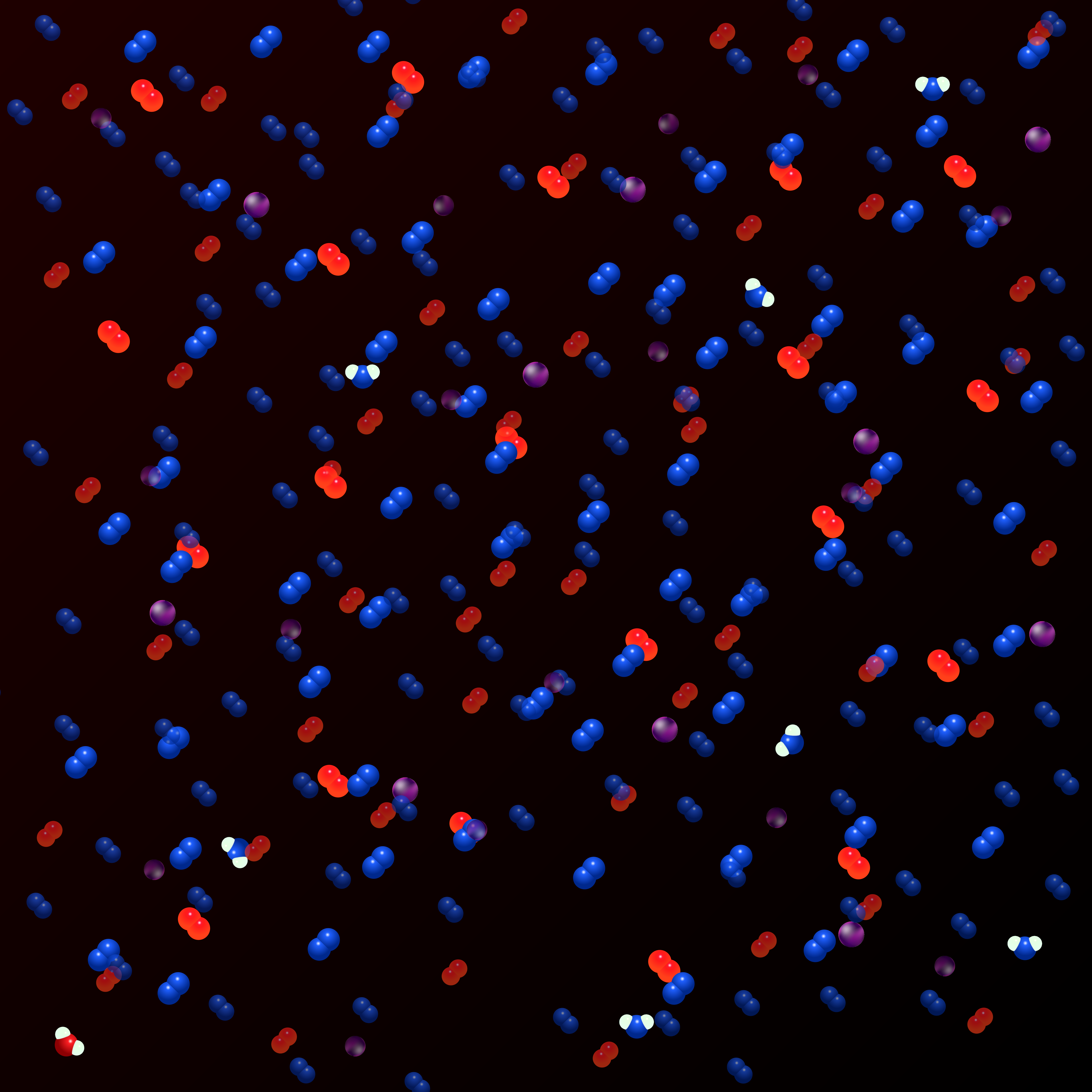
نمایه ای از مولکول ها در نمونه ای از هوا، بیشتر بودن تعداد موکول ها در یک حجم مشابه منجر به افزایش چگالی هوا می‌شود.

چگالی هوا نسبت جرم بر حجم هوا در جو زمین است. چگالی هوا با افزایش ارتفاع کاهش می‌یابد که نشانه‌ای از فشار هوا است. هم‌چنین، تغییر دما و رطوبت، چگالی هوا را تغییر می‌دهد. چگالی هوا در سطح دریا در دمای ۱۵ درجهٔ سانتی‌گراد و با توجه به جو استاندارد بین‌المللی حدود ۱/۲۲۵ کیلوگرم بر متر مکعب  و ۰.۰۷۵ پوند بر فوت مکعب است.